# Confessions d'un barjo
Pour le film qui en est l'adaptation, voir Confessions d'un barjo (film).
 (décembre 2012).
Si vous disposez d'ouvrages ou d'articles de référence ou si vous connaissez des sites web de qualité traitant du thème abordé ici, merci de compléter l'article en donnant les références utiles à sa vérifiabilité et en les liant à la section « Notes et références ».
Confessions d'un barjo (titre original : Confessions of a Crap Artist) est un roman de Philip K. Dick écrit en 1960, publié aux États-Unis pour la première fois en 1975 et en France en 1978. Il s'agit de l'unique roman publié de son vivant n'appartenant pas à la science-fiction. Il est pour une bonne part autobiographique.

## Résumé
Jack Isidore est un simple d'esprit. Collectionneur d'objets farfelus et de phénomènes étranges, il passe plus de temps à répertorier et à étudier « scientifiquement » les événements troublants qu'à s'occuper de sa propre vie.
Le voilà bientôt pris en charge par Fay, sa sœur, et Charley, son beau-frère. Hébergé dans leur grande maison des environs de San Francisco, il devient rapidement l'esclave de Fay, s'occupe de ses enfants, de son ménage, de ses animaux. Sous son regard enfantin, le vernis de la famille modèle s'efface rapidement. Charley bat son épouse, Fay se révèle être une femme dépensière, insensible, incapable de s'intéresser à toute autre personne qu'elle-même. Et lorsque Charley se retrouve à hôpital à la suite d'une crise cardiaque, Jack est le seul à prendre en main la grande maison pendant que sa sœur noue des relations avec Nathan, jeune étudiant marié fraîchement installé dans la région.

## Éditions françaises
Le roman a également été publié sous le titre Portrait de l'artiste en jeune fou chez 10/18 en 1982 et a connu une nouvelle traduction pour l'édition J'ai Lu de janvier 2013. 
- 1) traduction de Janine Hérisson 
  - Robert Laffont, collection Pavillons, 1978
  - sous le titre Portrait de l'artiste en jeune fou, 10/18, collection Domaine étranger no 1492, avril 1982  (ISBN 2-264-00441-X), réédition en 1992
  - 10/18, collection Domaine étranger no 1492, mai 1992  (ISBN 2-264-01756-2), rééditions en mai 2005  (ISBN 2-264-04193-5) et mai 2006
- 2) traduction de Nathalie Mège
  - J'ai Lu, janvier 2013  (ISBN 978-2-290-03821-5)

## Adaptation
Le roman a fait l'objet d'une adaptation cinématographique : Confessions d'un barjo, film français de Jérôme Boivin, avec Hippolyte Girardot, sorti en 1992.